# Cnemiornis gracilis
Cnemiornis gracilis je vyhynulý druh husy ze Severního ostrova Nového Zélandu.

## Taxonomie
Cnemiornis gracilis poprvé popsal skotský přírodovědec Henry Ogg Forbes v roce 1892. Forbes nový druh popsal na základě holenní kosti, kterou mu zapůjčil novozélandský etnolog a biolog Augustus Hamilton. Forbes byl tehdy ředitelem Canterburského muzea, avšak ještě v roce 1892 se natrvalo vrátil do Velké Británie a kost si vzal s sebou.
Druh se řadí do podčeledi hus (Anserinae) a do rodu Cnemiornis, jehož sesterským taxonem jsou australské husy kuří (Cereopsis novaehollandiae). Nejbližším příbuzným Cnemiornis gracilis je o cca šestinu těžší husa Cnemiornis calcitrans, která žila na Severním ostrově.

## Popis
Husa dosahovala ve vzpřímené poloze výšky až 1 m, čili co do velikosti se vyrovnala nejmenším zástupcům moa. Husa měla krátká křídla, byla nelétavá a neměla hrudní kost. Jeden z prstů husy byl zakončen hrotem, který husy patrně používaly v zápasech.
Váha husy dosahovala až 15 kg, čili byla o něco menší než úzce příbuzná Cnemiornis calcitrans z Jižního ostrova. Zobák byl statný a na konci zploštělý, což patrně pomáhalo při trhání tuhých trav.

## Biologie
Husa byla původně rozšířená po otevřených oblastech Severního ostrova včetně písečných dun a pobřežních oblastí. Nicméně nikdy se nejednalo o hojný druh. Dávala přednost sušším oblastem východní části ostrova. Preferovala otevřenou krajinu s dostatečným množstvím trávy a křovinatých podrostů pro pastvu, takže se dá předpokládat, že byla nejvíce rozšířená během pleistocénu, kdy bylo klima chladnější a na Severním ostrově se nacházelo více travnatých a křovinatých ploch.
Husa je známa pouze z fosilií a z kosterních pozůstatků v sídlištích Polynésanů. Ptáci pro svou nelétavost a velikost představovaly snadný a lákavý cíl pro první polynéské lovce, kteří nedlouho po svém příchodu na Nový Zéland druh lovili až k vyhynutí. Poslední husy byly vybity kolem roku 1400.